# Handel emisjami zanieczyszczeń
Handel przydziałami do zanieczyszczeń – rynkowa metoda ograniczania kosztów zewnętrznych, takich jak społeczne koszty zanieczyszczeń wody lub powietrza. Opiera się na dobrowolnych lub ustawowych zezwoleniach/certyfikatach uprawniających do emisji określonej ilości danej substancji, które mogą być kupowane i sprzedawane na zasadach rynkowych. Liczba zezwoleń wprowadzanych na rynek jest stopniowo ograniczana, co powoduje wzrost popytu na nie, a co za tym idzie wzrost ceny. W rezultacie zwiększa się motywacja przedsiębiorstw i dużych korporacji, szczególnie w branży chemicznej, nafto-gazowej, rolniczej i farmaceutycznej, do inwestowania w technologie mniej szkodliwe dla środowiska naturalnego.

## Historia
Początkowe próby ograniczania zanieczyszczeń prowadzone przez założoną w 1970 roku amerykańską Environmental Protection Agency były oparte na drobiazgowej regulacji (command-and-control), określającej szczegółowo parametry procesów technologicznych stosowanych w przemyśle, ze wszystkimi negatywnymi konsekwencjami znanymi z gospodarki planowej. Pierwszym problemem środowiskowym jaki rozwiązano przy pomocy eksperymentalnego handlu emisjami był tetraetyloołów dodawany powszechnie do benzyny jako środek przeciwstukowy. Metoda ta, której stosowanie w USA rozpoczęto w 1982 roku podczas prezydentury Ronalda Reagana, okazała się sukcesem, doprowadzając do wyeliminowania tej substancji z rynku w ciągu pięciu lat od wprowadzenia i znacznie mniejszym kosztem niż początkowo prognozowano.
W 1988 roku dwóch amerykańskich senatorów, demokrata Tim Wirth i republikanin John Heinz, uruchomili grupę ekspertów od ekonomii środowiska działającą pod nazwą Project 88. Koncepcje zaproponowane te zyskały zainteresowanie urzędnika administracji prezydenta George H.W. Busha C. Boyden Graya, który uznał handel emisjami za potencjalną szansę ograniczenia ogromnych kosztów regulacji środowiskowych. Kolejnym problemem środowiskowym, który rozwiązano przy pomocy handlu emisjami były kwaśne deszcze. Problem ten napotkał jednak na znacznie większy opór niż tetraetyloołów, ze względu na fakt, że powodujące je tlenki siarki dostawały się do powietrza głównie z zasiarczonego węgla kamiennego, spalanego powszechnie w zakładach przemysłowych i kotłowniach. Ustawa stanowiąca nowelizację Clean Air Act i wprowadzające handel emisjami ukierunkowany na kwaśne deszcze została podpisana listopadzie 1990, przy wsparciu ze strony demokratów i republikanów. Był to znaczący sukces legislacyjny, biorąc pod uwagę, że od wcześniejszej prezydentury Reagana wysunięto ponad 70 projektów mających na celu ograniczenie kwaśnych deszczów, z których żaden jednak ostatecznie nie wszedł w życie.

## Handel emisjami gazów cieplarnianych
Istniejący lub wprowadzany handel emisjami
     Istniejący lub wprowadzany podatek węglowy
     Rozważane wprowadzenie handlu emisjami lub podatku węglowego

Handel emisjami CO_{2} i podatek węglowy na świecie (2019)
Istniejący lub wprowadzany handel emisjami
Istniejący lub wprowadzany podatek węglowy
Rozważane wprowadzenie handlu emisjami lub podatku węglowego

Pomimo iż Stany Zjednoczone nigdy nie ratyfikowały Protokołu z Kioto z 1997 roku, to w Chicago został zaprojektowany pierwszy dobrowolny system handlu uprawnieniami do emisji CO2 (2001) wraz z giełdą CCX (zamknięta w styczniu 2011), który stał się wzorem dla Komisji Europejskiej, która w 2003 r. wprowadziła dyrektywę (2003/87/WE) o handlu przydziałów do emisji gazów cieplarnianych. W 2017 na świecie funkcjonowało 36 systemów handlu emisjami gazów cieplarnianych operujących na poziomie krajowym oraz 25 o mniejszym zasięgu. Łącznie pokrywały one ok. 15% światowych emisji. W grudniu 2017 r., po kilku latach pilotażu w wybranych prowincjach i miastach, Chiny uruchomiły ogólnokrajowy system handlu emisjami. Jest to największy na świecie system tego typu i obejmuje dwa razy więcej emisji dwutlenku węgla niż system europejski.
Europejski System Handlu Emisjami jest obecnie drugim pod względem wielkości systemem handlu gazami cieplarnianymi na świecie, pokrywającym 45% emisji krajów członkowskich. Protokół z Kioto do Ramowej Konwencji ONZ ws. globalnego ocieplenia (UNFCCC) wygasł z dniem 31 grudnia 2012 roku. Artur Runge-Metzger, główny negocjator UE podczas 18 Konferencji Stron UNFCCC w Ad-Dausze przedłużył dla 27 państw członkowskich Unii obowiązek kontynuacji obniżania emisji CO2 w systemie handlu CO2 do 31 grudnia 2020. Pomimo iż przedłużenie Protokołu z Kioto jeszcze nie zostało ratyfikowane przez kraje UE, Unia nadal prowadzi samodzielnie handel emisjami CO2 oparty na zapisach protokołu ONZ z 1997.
Konieczność zakupu uprawnień do emisji przez firmy skutkuje wzrostem cen. W rezultacie, jeżeli nie zostaną wprowadzone skuteczne metody przeciwdziałania, może dochodzić do zjawiska przenoszenia produkcji do krajów, w których opłaty emisyjne nie występują lub są niższe (carbon leakage) oraz wzrastać import produktów wytworzonych w takich krajach (export of embodied emissions). 
W 2012 roku ceny certyfikatów emisyjnych znacząco spadły w związku z kryzysem oraz wcześniejszymi inwestycjami ograniczającymi emisję CO2. W rezultacie Unia Europejska rozpoczęła prace nad podniesieniem tych cen na drodze regulacji, co wywołało sprzeciw przemysłu, wskazującego na zjawisko przenoszenia produkcji do krajów takich jak Białoruś.
W 2009 roku Europol poinformował o rosnącej skali oszustw podatkowych, które w niektórych krajach mogą sięgać 90% wartości wszystkich wymienianych emisji. W 2010 roku ujawniono, że w ciągu ostatnich dwóch lat grupy przestępcze zarobiły w ten sposób ponad 7 mld euro. Pod koniec 2010 roku Komisja Europejska zapowiedziała również przygotowanie regulacji, która ukróci trwający co najmniej do 2008 roku proceder uruchamiania zagranicznych zakładów produkujących inny gaz cieplarniany HFC-23 wyłącznie w celu ich zamknięcia i uzyskania w ten sposób pakietów uprawnień o emisji o znacznej wartości rynkowej. Podobne nadużycia ujawniono w Indiach.
W 2011 roku po fali włamań do serwisów regionalnych ETS Komisja Europejska nakazała wstrzymanie działania systemu na okres tygodnia w celu usunięcia problemów z bezpieczeństwem.
Z końcem 2010 roku działalność zakończyła główna amerykańska giełda emisji dwutlenku węgla Chicago Climate Exchange (CCX).